# Orosirium
Az orosirium a paleoproterozoikum harmadik időszaka. 2050 millió éve kezdődött és 1800 millió évvel ezelőtt ért véget, tehát 250 millió évig tartott.

## Névadás
A név a görög ὀροσειρά – oroseira (magyarul: hegyvonulat) szóból származik. A korszak második fele intenzív hegyképződés időszaka volt az akkor létező valamennyi kontinensen.

## Események

### Atmoszférɑ
A ciánbaktériumok fokozott fotoszintézise miatt a levegő oxigéntartalma az Orosíriumban tovább nőtt.

### Evolúció
Az életet prokarióták alkotta egysejtűek határozzák meg az óceánokban.

### Köpenyvonulás
Condie (1998) szerint körülbelül 1900 millió évvel ezelőtt egy úgynevezett köpenyvonulás (angolul mantle avalanche) történt, amely a fokozott köpenydiapirekkel magyarázná az ebben az időszakban tapasztalt hatalmas magmatizmust

### Meteoritkráter
A Földön ismert két legnagyobb becsapódási esemény az orosiri korszakban történt. Az időszak elején, 2023 millió évvel ezelőtt egy nagy aszteroida becsapódása hozta létre a Vredefort becsapódási képződményt. A Sudbury-medence képződményét létrehozó esemény az időszak vége felé, 1850 millió évvel ezelőtt történt.

## Ősföldrajz
A Columbia szuperkontinens valószínűleg ennek az időszaknak a végén alakult ki.

## Fordítás
Ez a szócikk részben vagy egészben  az   Orosirian című angol Wikipédia-szócikk ezen változatának fordításán alapul.  Az eredeti cikk szerkesztőit annak laptörténete sorolja fel. Ez a jelzés csupán a megfogalmazás eredetét és a szerzői jogokat jelzi, nem szolgál a cikkben szereplő információk forrásmegjelöléseként.
Ez a szócikk részben vagy egészben  az   Orosirium című német Wikipédia-szócikk fordításán alapul.  Az eredeti cikk szerkesztőit annak laptörténete sorolja fel. Ez a jelzés csupán a megfogalmazás eredetét és a szerzői jogokat jelzi, nem szolgál a cikkben szereplő információk forrásmegjelöléseként.